# Wall Street
Wall Street – ulica („Murowa”) w Nowym Jorku, w południowej części Manhattanu – Manhattanie Dolnym. Ciągnie się od Broadwayu po South Street przy East River, przez centrum historycznej Dzielnicy Finansowej. Wall Street było pierwszym miejscem, w którym na stałe zadomowiła się Nowojorska Giełda Papierów Wartościowych.
Ulica ta skupia główne instytucje finansowe USA, wśród nich Nowojorską Giełdę Papierów Wartościowych (NYSE), NASDAQ, AMEX – Amerykańską Giełdę Papierów Wartościowych, NYMEX – Nowojorską Handlową Giełdę Papierów Wartościowych, NYBOT – Nowojorską Komisję Handlu. Wiele nowojorskich firm finansowych nie ma już swoich siedzib na Wall Street, ale na Środkowym Manhattanie, Long Island, New Jersey czy w Hrabstwie Fairfield.
Wyrażenie „Wall Street” bywa również używane w odniesieniu do całego amerykańskiego rynku finansowego.

## Historia

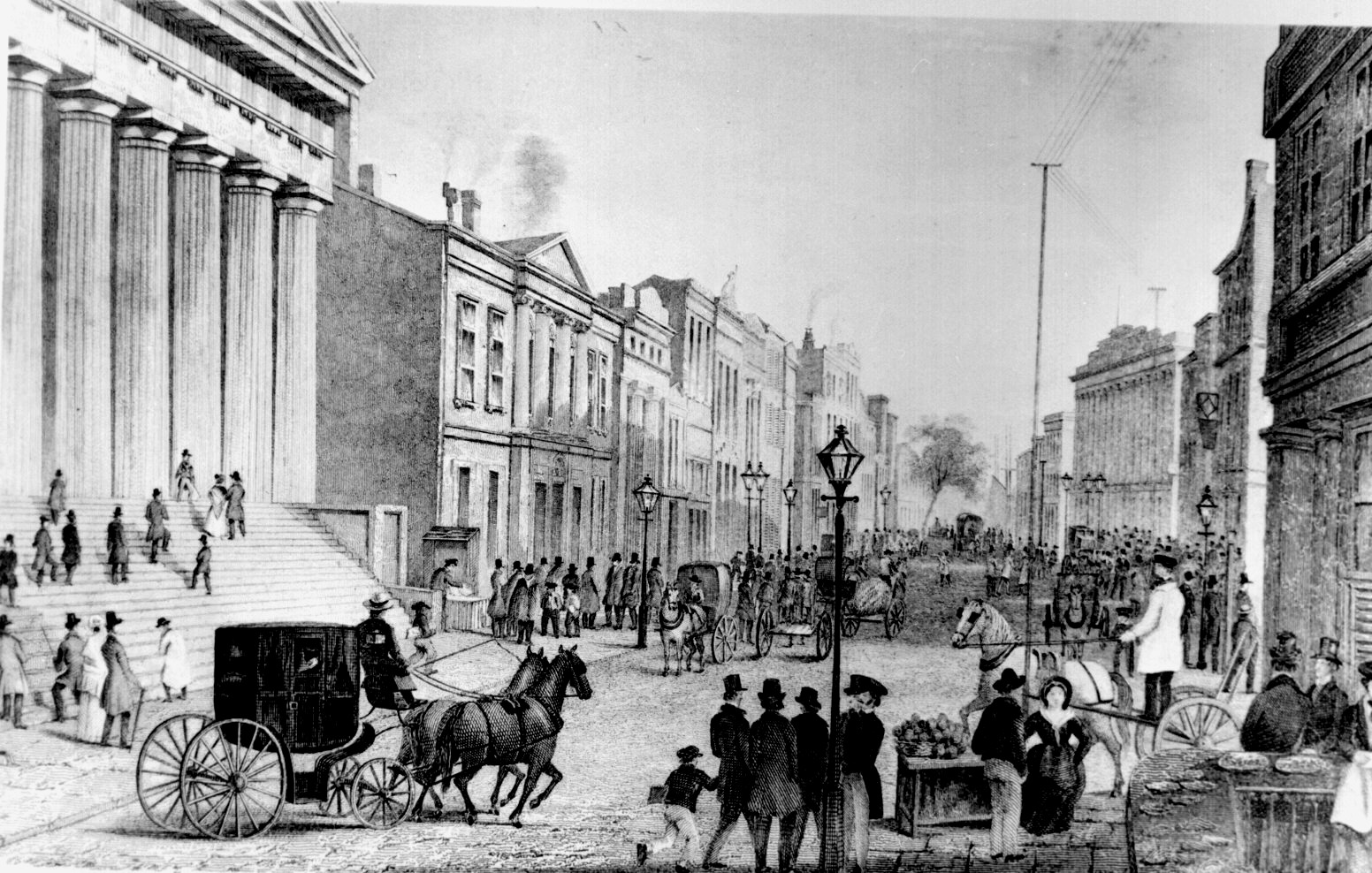
Widok na Wall Street z rogu Broad Street, 1867

Nazwa ulicy pochodzi od tego, że w XVII wieku Wall Street była północną granicą ówczesnego Nowego Amsterdamu. W tym miejscu początkowo znajdował się zbudowany z desek, drewniany płot. Został on zastąpiony w imieniu Holenderskiej Kompanii Zachodnioindyjskiej przez Petera Stuyvesanta w 1652 roku 4-metrową palisadą, zbudowaną z wykorzystaniem afrykańskich niewolników. Fortyfikacja była ciągle wzmacniana w obawie przed atakiem rdzennych amerykańskich plemion, mieszkańców Nowej Anglii czy Brytyjczyków. Już w 1685 powstały pierwsze plany stworzenia na miejscu palisady ulicy. W 1699 roku Brytyjczycy rozebrali fortyfikację. Nazwa ulicy, początkowo nawiązywała do Belgów posługujących się językiem francuskim (The Wallons), którzy zasiedlili Nowy Amsterdam po jego powstaniu, jednak w późniejszym okresie zmieniono ją na podobną do obecnej.
U schyłku XVIII wieku przy Wall Street rósł platan zachodni, pod którym handlowcy i pośrednicy w handlu mogli zbierać się i robić interesy. W 1792 roku utworzyli związek – Buttonwood Agreement (Porozumienie Platana Zachodniego), był to początek Nowojorskiej Giełdy Papierów Wartościowych.
W 1889 roku gazeta gospodarcza – Customers’ Afternoon Letter – przyjęła nazwę „The Wall Street Journal”, jako nawiązanie do nazwy ulicy. Gazeta jest obecnie wpływowym międzynarodowym dziennikiem gospodarczym publikowanym w Nowym Jorku. Przez wiele lat miała największy nakład w całych Stanach Zjednoczonych, jednak obecnie zajmuje drugie miejsce (za „USA Today”). Należy do firmy Dow Jones & Company.

### Spadek znaczenia i rewitalizacja
Manhattański Okręg Finansowy jest jednym z największych w Stanach Zjednoczonych. Na przełomie XIX/XX wieku Nowy Jork był głównym miejscem, gdzie budowano drapacze chmur. Dzielnica Finansowa nawet dzisiaj tworzy własną, odrębną panoramę, oddzieloną od widoków środkowego Manhattanu.

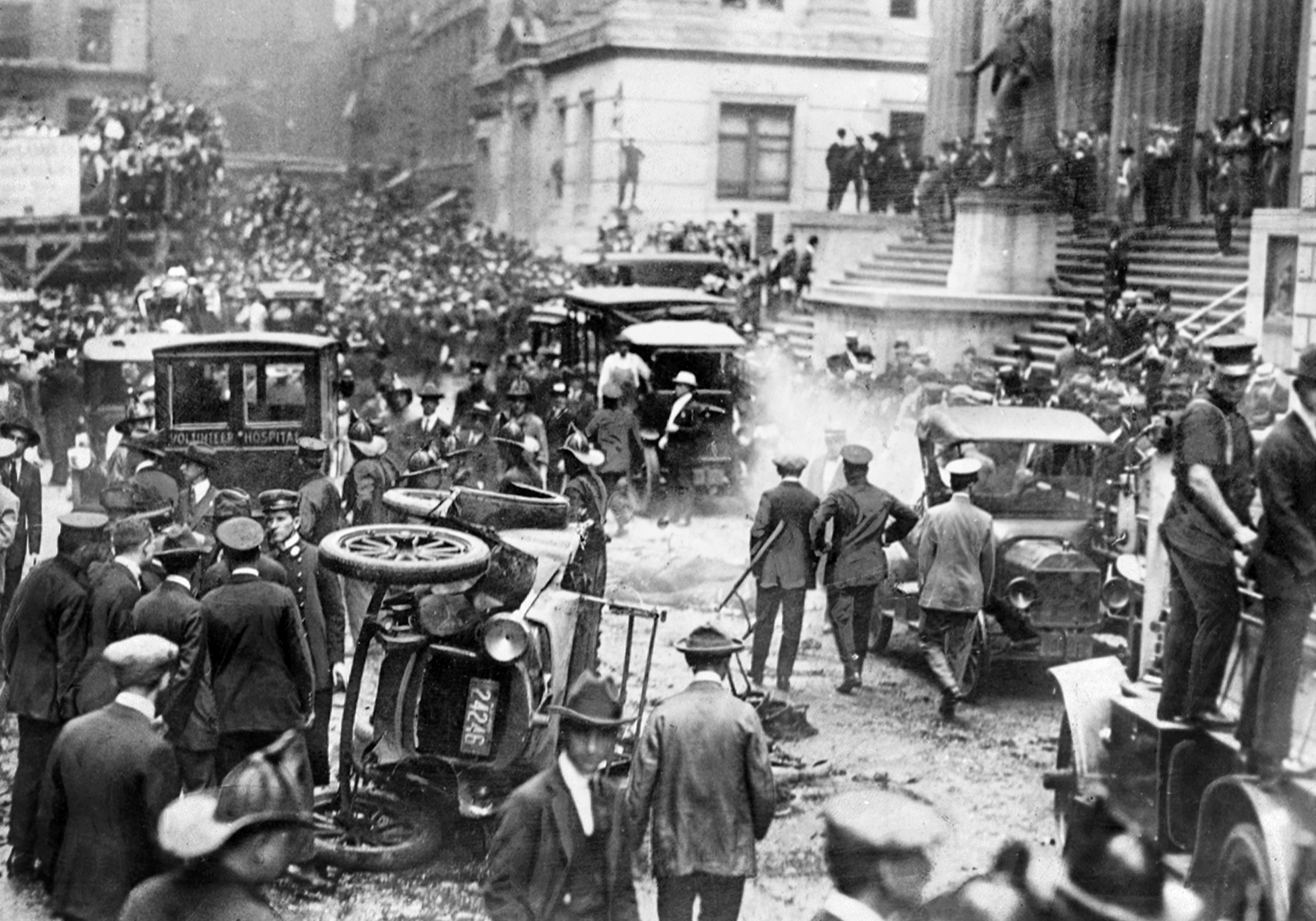
16 września 1920 – zamach bombowy przed siedzibą J.P. Morgan na Wall Street 23 (zabitych 38, rannych 300 osób)

Przebieg Wall Street

Zbudowany w 1914 r. wieżowiec, 23 Wall Street, siedziba banku J.P. Morgan, był przez dekady najważniejszym adresem w finansach USA. W południe 16 września 1920 roku przed wejściem do banku, wybuchła bomba – zginęło 38 osób, a 300 zostało rannych. Krótko przed zamachem do skrzynki pocztowej na rogu Cedar Street i Broadwayu wrzucono list ostrzegający przed nim. Pomimo wielu teorii na temat tego, kto był sprawcą zamachu bombowego na Wall Street, FBI w 1940 roku, po 20 latach prowadzenia śledztwa, uznało sprawę za przedawnioną, nie odnaleziono sprawców.

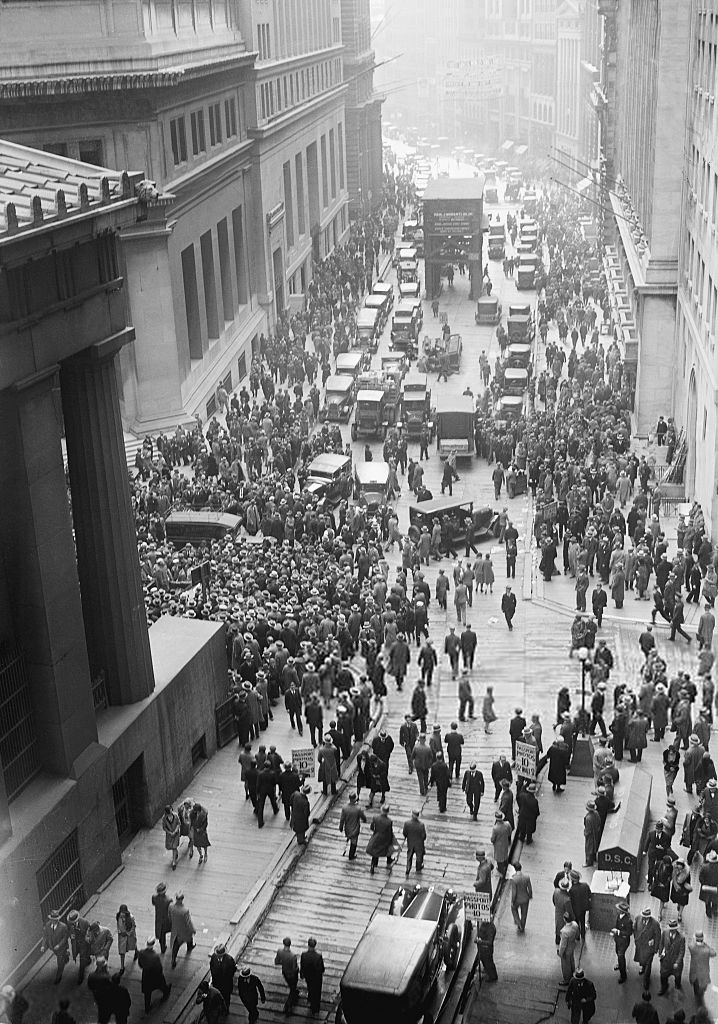
Tłum zebrany przed Giełdą Papierów Wartościowych po krachu

24 października 1929 nastąpił krach na nowojorskiej giełdzie, został uznany za jeden z objawów rozpoczynającego się Wielkiego Kryzysu. Rozwój Dzielnicy Finansowej został zahamowany.
Budowa World Trade Center była jednym z głównych projektów rozpoczętych pod koniec drugiej dekady XX wieku, z początku nie tak sukcesywna jak planowano. Budowa World Trade Center była projektem finansowanym przez rząd, wykonywanym przez Port Authority of New York and New Jersey, której celem było pobudzenie gospodarczego rozwoju centrum miasta. Wszystkie środki konieczne do międzynarodowego handlu mieściły się w budynku, jednak mnóstwo stanowisk pozostawało wolnych.
Wiele wpływowych przedsiębiorstw zakupiło dla siebie miejsce w World Trade Center. Takie towarzystwo przyciągnęło innych klientów. W pewien sposób World Trade Center zmieniło charakter Dzielnicy Finansowej w centrum handlu. Kiedy w atakach 11 września 2001 roku zniszczono World Trade Center, w mieście dostrzegano architektoniczną pustkę, spowodowaną brakiem budynków. Ataki przyczyniły się do spadku ruchu biznesowego na Wall Street, który częściowo przeniósł się do New Jersey, a później do Chicago czy Bostonu.
Sama Wall Street, jak i Dzielnica Finansowa, są pełne wieżowców. Dodatkowo strata World Trade Center pobudziła rozwój Dzielnicy Finansowej na skalę niewidzianą od dziesięcioleci. W pewnej mierze spowodowały to ulgi podatkowe, zapewniane przez federalną, stanową i lokalną administrację. Nowy kompleks World Trade Center jest w początkowym stadium budowy. Chlubą tego projektu jest wysoka na 541 metrów Wieża Wolności. Pojawiają się nowe budynki, a te uprzednio służące za biura zmieniane są na mieszkania. Dla polepszenia dostępu do dzielnicy planowana jest budowa stacji oraz centrum komunikacyjnego na Fulton Street.

## Wall Street obecnie

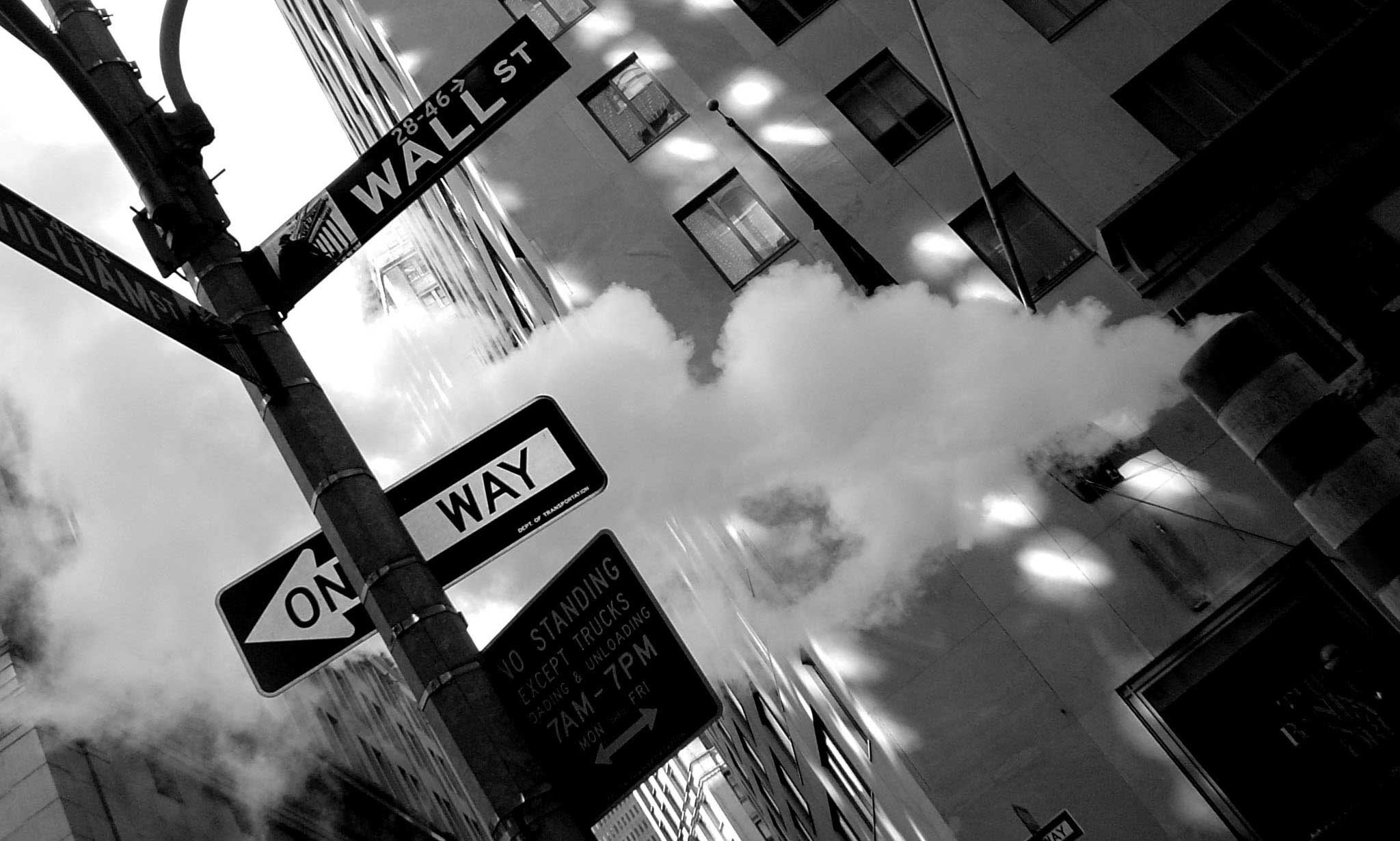
Para na rogu Wall Street i William Street

Obecnie, gdy mówimy, że spółka akcyjna jest przedsiębiorstwem na Wall Street, to nie znaczy, iż znajduje się tam fizycznie. Znaczy to raczej, że spółka jest notowana na NYSE. Takie przedsiębiorstwa mogą mieć swoje siedziby na całym globie. Dziś na dużą część siły roboczej Wall Street składają się specjaliści pracujący w dziedzinie prawa, finansów, zatrudnieni przez średnie lub duże korporacje. Wiele z pobliskich przedsiębiorstw to firmy lokalne i sieci sklepów zaspokajające potrzeby pracowników Wall Street. Większość osób zatrudnionych w dzielnicy finansowej dojeżdża do pracy z Long Island, Connecticut, Pensylwanii oraz dolnej Doliny Hudsonu.
Kultura Wall Street często jest krytykowana za sztywność. Ten liczący już kilka dekad stereotyp wynika z protekcjonalności wobec własnych interesów, którą kierowali się założyciele Wall Street oraz z założeniem WASP. Ostatnio krytyka koncentruje się na problemach strukturalnych i braku chęci do zmiany dawnych zwyczajów. Nowy Jork ma również reputację miasta bardzo biurokratycznego, co wręcz uniemożliwia przedsiębiorcom z klasy średniej przedostanie się na rynek.
Od założenia Systemu Rezerw Federalnych, Bank Rezerw Federalnych w Nowym Jorku w dzielnicy finansowej jest miejscem, gdzie polityka pieniężna Stanów Zjednoczonych jest wprowadzana w życie. Jako taki, stan Nowy Jork jest unikatowy, gdyż tworzy swój własny System Bankowy Rezerw Federalnych. Jest to być może częściowo wina podziału populacji Stanów Zjednoczonych. Do lat 60. XX wieku Nowy Jork był najbardziej zaludnionym stanem USA. Teraz zajmuje trzecie miejsce, za Kalifornią i Teksasem. Prezes Rezerwy Federalnej Nowego Jorku jest jedynie prezesem regionalnego Banku, ze stałym prawem głosu, według tradycji jest również wybierany na wiceprezesa Banku Krajowego. Bank w Nowym Jorku ma największy na świecie skarbiec, umiejscowiony 25 metrów pod ulicą.

## Budynki

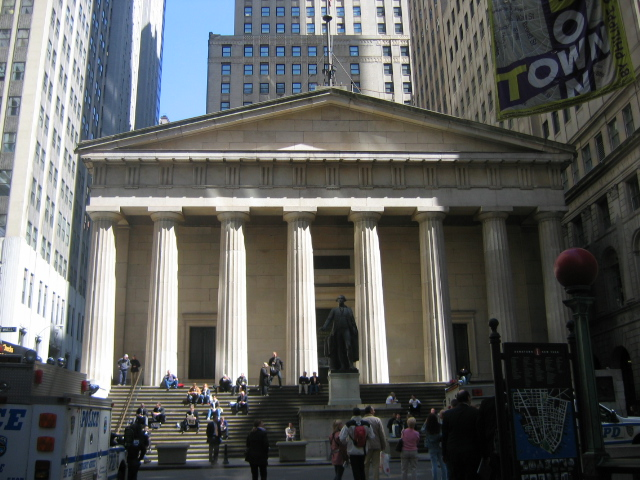
Federal Hall, Wall Street

Architektura Wall Street ma swoje korzenie w wieku pozłacanym, choć widać także wpływy art déco. Do znanych budynków można zaliczyć Federal Hall, wieżowiec 14 Wall Street, 70-piętrowiec 40 Wall Street, Nowojorską Giełdę Papierów Wartościowych.

## Osobowości
Przez lata pewna elita osób związanych z Wall Street stała się sławna, a nawet legendarna. Choć sława tych osób ogranicza się jedynie do społeczności maklerów i bankierów, kilku osiągnęło sławę międzynarodową. Niektórzy zdobyli ją, wykorzystując swoje zdolności finansowe, sprawozdawcze, tworząc strategie inwestowania, inni zostali zapamiętani za swoją chciwość.

## Wpływ na kulturę

### Wall Street a Main Street
Jako obiekt przemówień porównywany do Main Street, termin Wall Street może nawiązywać do interesów dużego biznesu przeciwstawionego interesom biznesu małego lub klasie średniej. Jest używany szczególnie wtedy, gdy nawiązuje się do analiz badawczych, akcjonariuszy i instytucji finansowych, takich jak banki inwestycyjne. Idea Main Street przywołuje obraz lokalnego biznesu i bankowości, podczas gdy Wall Street jest używane zamiennie z określeniem Korporacja Ameryka. Używane są, aby pokazać różnicę między interesami, kulturą, czy stylem życia prowadzonymi przez banki inwestycyjne oraz instytucjami znajdujących się na liście Fortune 500.

### Postrzeganie

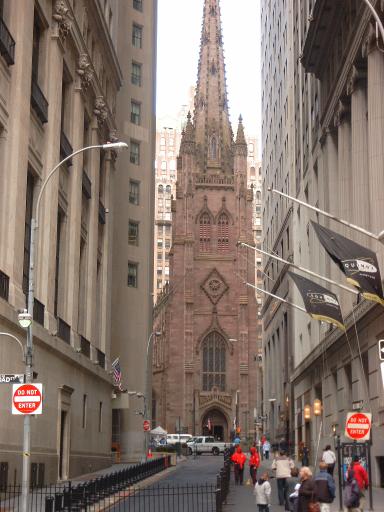
Widok z Wall Street na Kościół Świętej Trójcy

Starsze wieżowce często były budowane z wymyślnymi fasadami. Taka wyszukana estetyka nie była powszechna w budownictwie stosowanym przez korporacje od dekad. World Trade Center, zbudowane w latach 70. XX wieku, było bardzo proste, praktyczne (Wieże często były krytykowane, że wyglądają jak dwa wielkie pudełka).
Wall Street, znacznie bardziej niż inne ośrodki, reprezentuje finansową i gospodarczą potęgę. Dla Amerykanów również jest symbolem elitaryzmu, mocarstwowej polityki, bezwzględnego kapitalizmu, ale również mieszanego uczucia dumy z gospodarki rynkowej. Wall Street stało się dla tak wielu Amerykanów symbolem kraju i systemu ekonomicznego, że sądzą, iż rozwój osiągnęli nie przez kolonializm, czy grabieże, ale przez handel, kapitalizm i innowacje.

### W literaturze i pop-kulturze
Krótka opowieść Hermana Melville’a Skryba Bartelby: Historia z Wall Street daje wyśmienity obraz zmagań zamożnego prawnika.
W powieści Williama Faulknera The Sound and the Fury Jason Compson znajduje inny sposób na postrzeganie Wall Street. Obwinia Żydów za spadek wartości jego akcji.
Film Wall Street ilustruje sposób postrzegania Wall Street przez wiele osób. Jest opowieścią o podejrzanych kontaktach w korporacjach oraz handlu informacjami.
W Skarbie narodów wskazówka prowadzi Benjamina Gatesa (Nicolas Cage), dr Abigail Chase (Diane Kruger), Rileya Poola (Justin Bartha) oraz Patrica Gatesa (Jon Voight) na Wall Street, a ściślej do Kościoła Świętej Trójcy.
W Szklanej Pułapce 3 dokonano zamachu na stacji metra, co umożliwiło napad na Bank Rezerw Federalnych.

## Transport
Wall Street jest celem dla wielu podróżujących po mieście. W dole ulicy, przy Molo 11, znajduje się przystań dla promów. Metro nowojorskie ma na ulicy trzy stacje:
- Wall Street – na rogu Wall Street i William Street
- Wall Street – na rogu Wall Street i Broadwayu
- Broad Street – na rogu Wall Street i Broad Street

## Podobne instytucje
Największym konkurentem dla Wall Street jest londyńska Square Mile.
Innymi godnymi uwagi dzielnicami finansowymi na świecie są:
- Marunouchi w Tokio
- Raffles Place w Singapurze
- Chicago Loop w Chicago
- Centralna dzielnica Hongkongu
- La Défense w Paryżu
- Bankenviertel we Frankfurcie
- dzielnica finansowa w Seulu